# Iván Corrales Gordo
Iván Corrales Gordo (Plasència, Càceres, 12 de juliol de 1974) és un jugador de bàsquet espanyol ja retirat. Amb 1.82 metres d'alçada, jugava en la posició de base.

## Carrera esportiva
Iván es forma com a jugador en el seu col·legi, l'Escola Betsaida, al C.B. Sant Adrià, al CB Sant Josep de Badalona i al Joventut Badalona. L'any 1992, amb només 18 anys, comença a treure el cap al primer equip del Joventut de Badalona, sent en l'any 1994 campió de l'Eurolliga. Després seria cedit al Bàsquet Fuenlabrada a on jugaria els dos anys previs a l'ascens de l'equip madrileny a la Lliga ACB. Després torna al seu club d'origen on juga tres anys a un gran nivell. En la seva primera temporada després de la seva tornada guanyaria la Copa del Rei de l'any 1997 davant l'equip de la seva terra natal, el Càceres Club Bàsquet.
Les seves bones temporades a la Penya li permeten ser 20 vegades internacional per Espanya, jugant a l'Eurobasket de l'any 1999 en la qual la selecció espanyola va aconseguir la medalla de plata. Després d'un gran Eurobasket, i de 3 temporades a gran nivell al Joventut, fitxa pel CB Sevilla. En el mes de novembre de 2000 Corrales és denunciat per violació per una noia sevillana i mesos després la jutgessa instructora del cas comença el procés judicial contra el jugador que s'enfrontaria a 9 anys de presó. Seria absolt 2 anys després, però ja el 2001 li costa trobar acomodament en un equip del seu nivell, i fitxa pel Cantabria Lobos, descendint a la Lliga LEB.
La temporada 2002-2003 fitxaria pel Felice Scandone Avellino d'Itàlia, però acabaria la temporada al Saski Baskonia amb els que disputaria 12 partits. La temporada 2003-2004 juga en un recent ascendit Tenerife Club de Bàsquet, i les següents 4 temporades juga al CB Valladolid, sent el millor assistent de la lliga en la primera temporada, amb 5,4 assistències per partit. En l'última d'elles l'equip descendeix de categoria per primera vegada en la seva història. Durant la seva estada a Valladolid, va ser nomenat fill predilecte de Santibáñez el Bajo, a Càceres, passant el pavelló d'aquesta localitat a dur el seu nom. Les següents temporades d'Iván Corrales com a professional serien en equips de la Lliga LEB com el Club Bàsquet Atapuerca (2008-2010). La temporada 2011-2012 torna a Sant Adrià de Besòs, exercint com a jugador, entrenador i president del equip.
La temporada 2018-19 va exercir d'entrenador assistent de Dani Miret al CB Prat de LEB Or, abandonant l'staff tècnic al finalitzar la temporada per incompatibilitat amb les seves funcions a l'equip santadrianenc.